# Cmentarz przy kościele św. Wacława w Radomiu

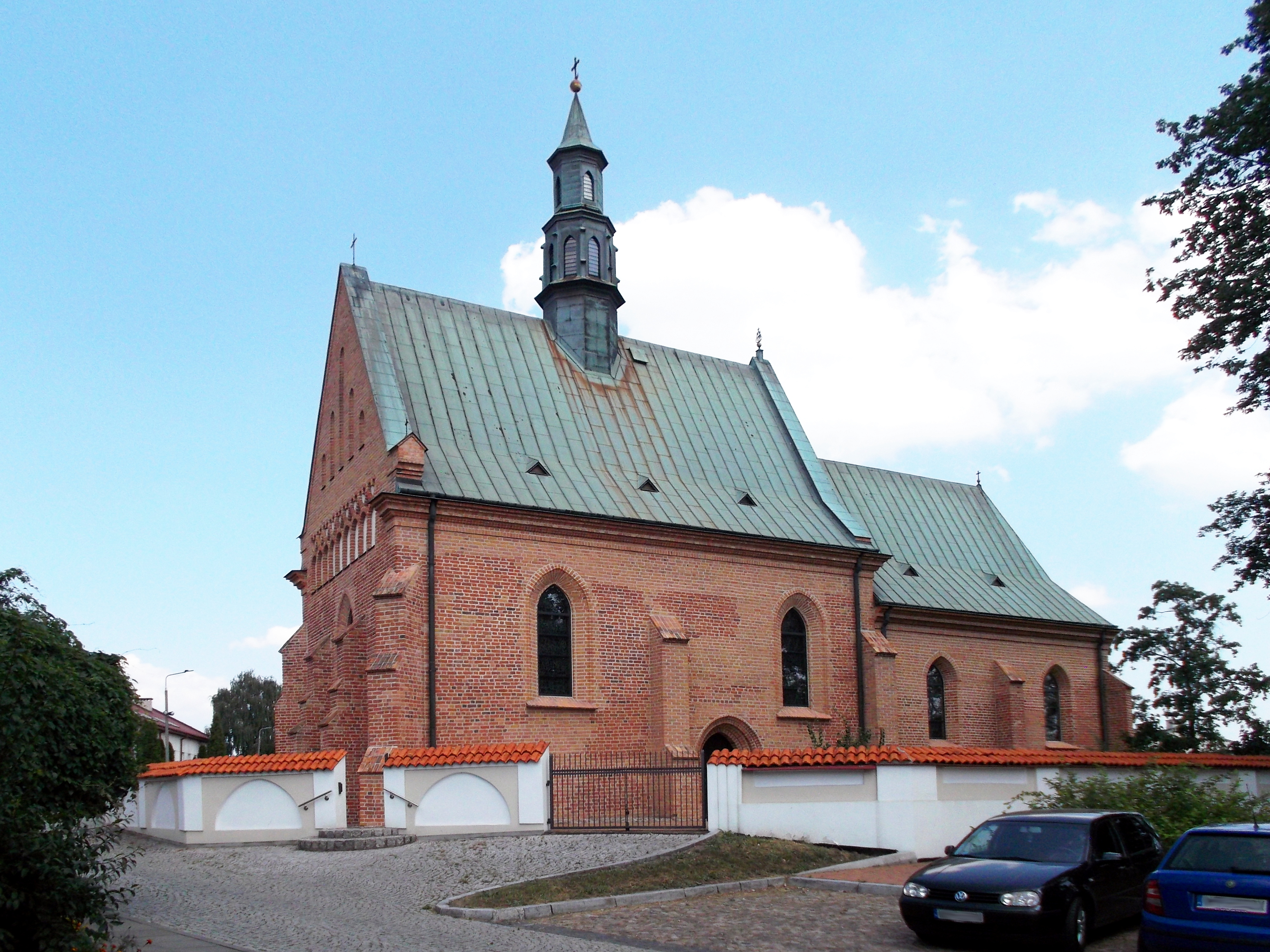
Kościół św. Wacława.

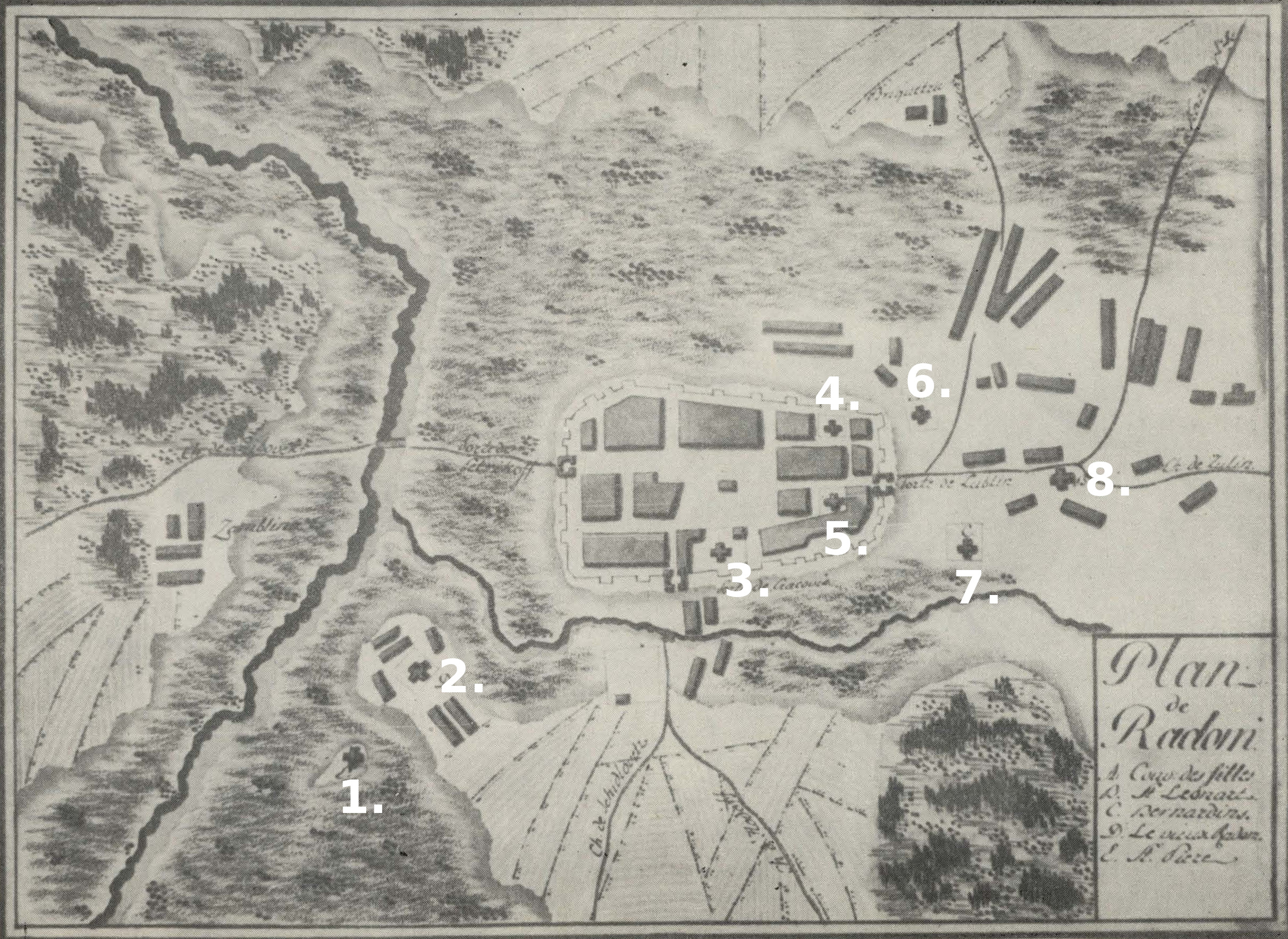
2. Kościół św. Wacława wraz z cmentarzem na planie Radomia z XVIII w.

Cmentarz przy kościele św. Wacława w Radomiu – cmentarz istniejący w Radomiu przy kościele św. Wacława od XIII do XVIII wieku.
Kościół św. Wacława został wybudowany prawdopodobnie w XIII w., przejmując rolę kościoła parafialnego Starego Radomia od kościoła św. Piotra położonego na Piotrówce. Również od XIII w. dokonywano pochówków na przykościelnym cmentarzu (możliwe jednak, że najstarsze pochówki pochodzą z XII wieku). Po lokacji Nowego Radomia w połowie XIV w. kościół św. Wacława stracił na znaczeniu, zachował jednak status kościoła parafialnego.
W drugiej połowie XVIII w. w skład parafii wchodziło ponad 20 miejscowości. Większość mieszkańców parafii stanowili chłopi z wiosek szlacheckich, cześć mieszkańców Starego Radomia i Wacyna uważała się za mieszczan, zdarzali się także szlachcice (wśród pochowanych na cmentarzu stanowili oni 7,5%).
Według danych z wizytacji biskupiej w 1747 w parafii zmarło w tym roku 11 osób. W miarę kompletnie zachowały się księgi metrykalne z lat 1768–1794 (aczkolwiek dla niektórych lat brakuje zapisów lub są niekompletne). W latach tych na cmentarzu pochowano przynajmniej 875 osób, zaś we wnętrzu świątyni – 16 osób.
Według wizytacji z lat 1721 i 1747 cmentarz otoczony był płotem z trzema furtami. W połowie XVIII w. na cmentarzu miała znajdować się niewielka drewniana kostnica, jednak w późniejszych lata nie odnotowywano jej istnienia. Drewno na jej budowę dopiero gromadzono i planowano wystawienie budynku w późniejszym czasie. W opisie wizytacji parafii z 1781 znalazła się wzmianka: „Cmentarz drzewem oparkaniony, Kostnice nie było i na teraz jeszcze nie ma, ponieważ insze reparacje pilniejsze były, na którą drzewo przysposobione”.
Na podstawie badań archeologicznych przybliżony zasięg cmentarza wyznaczono na 30 m od ściany północnej kościoła, 25 m od południowej i 10 m od wschodniej. W trakcie badań znajdowano na terenie dawnego cmentarza wiele luźnych kości wraz z zabytkami przemieszanymi chronologicznie (od XIII do XVIII w.). W najstarszych, średniowiecznych pochówkach odnaleziono skromne dary grobowe jak ozdoby i noże. Przedmioty odnajdywane w grobach z wieków XIV–XVIII (korale, medaliki, guziki) nie były już darami, stanowiły tylko część stroju pochowanej osoby. Wkładano za to różańce, zwykle w skrzyżowanych dłoniach nieboszczyka. 
W 1795 otworzono nowy cmentarz na Piotrówce mający obsługiwać obie radomskie parafie, znajdujący się na grodzisku Piotrówka zaledwie 200 m od kościoła św. Wacława. Jednak w latach 1795–1797 ponad 20% zmarłych parafii św. Wacława grzebano nadal na cmentarzu przykościelnym (około 20 pochówków rocznie). W tych latach na cmentarzu pogrzebano także około 33% zmarłych z parafii noworadomskiej. Możliwe, że pochówki na cmentarzu zdarzały się jeszcze do 1802, kiedy to niszczejący kościół św. Wacława przekształcono w magazyn dla wojska austriackiego.